# 臺中市政府客家事務委員會
臺中市政府客家事務委員會（簡稱臺中市客家事務委員會、臺中市客委會）是中華民國臺中市政府所屬的一級行政機關。2010年12月25日，台中縣市合併升格為直轄市後成立。總局位於臺中市豐原區陽明大樓。負責臺中市台灣客家人的相關事務，並出版《聽看臺中客》雙月刊。

## 歷任首長
主任委員
| 任次 | 姓名   | 任期                           | 備註                                       |
| ---- | ------ | ------------------------------ | ------------------------------------------ |
| 1    | 賴朝暉 | 2010年12月25日－2014年12月25日 | 原臺中松竹國小校長                         |
| 2    | 劉宏基 | 2014年12月25日－2018年12月25日 | 前石岡鄉鄉長                               |
| 代   | 鄭育麟 | 2018年12月25日－2019年3月18日  | 主任秘書代理                               |
| 3    | 江俊龍 | 2019年3月18日－現任            | 原國立中央大學客家語文暨及社會科學系副教授 |

## 組織架構
- 委員會（22名客家委員，豐原區、東勢區、新社區、石岡區、和平區區長為當然委員）
- 主任委員
  - 主任秘書
  - 專門委員

行政部門
- 綜合業務組
- 規劃推展組
- 文教發展組
- 人事管理員
- 會計員

所屬館舍
- 土牛客家文化館[]（石岡劉家夥房）
- 東勢客家文化園區的Facebook專頁
- 台中客家樂活園區（東勢高工舊校區）

## 外部連結
- 臺中市政府客家事務委員會 （页面存档备份，存于）（中文）（英文）